# 13月の革命
「13月の革命」（じゅうさんがつのかくめい）は、FENCE OF DEFENSEの21枚目のシングル。1998年2月11日に、ポリドール/Primitive Recordsから発売された。

## 解説
表題曲は、テレビ東京系アニメ『異次元の世界エルハザード』のオープニング・テーマに起用。月光恵亮と共に編曲・プロデュースを担当。
表題曲・カップリング共にアルバム未収録。

## 収録曲
作詞：森雪之丞　編曲：月光恵亮・FENCE OF DEFENSE　
1. 13月の革命
作曲：西村麻聡
2. 黄金の魂
作曲：北島健二
3. 13月の革命 （inst.）